# Yo Frankie!
《鼯鼠弗兰基》（代号Apricot）是一个开源动作游戏，由Blender Institute（是Blender Foundation的一部分）领导开发，原计划于2008年8月放出，但推迟了3个月，又到同年12月公布了SVN地址，提供下载（http和P2P）。角色主要来源于《Big Buck Bunny》。作为一个自由软件，它使用了Blender和Crystal Space两种引擎，但后者不支持Mac OS X。2009年2月，开发组通过公开一项有奖励的关卡创作竞赛，使得Apricot获得3个新关卡。

## 游戏特性
这个游戏本身也是对Blender开发的一种促进，最终的3D建模，动画效果，关卡设计全依赖于Blender。这个游戏也可以用Crystal Space渲染，使用Python作为脚本语言。
最终决定同时使用Blender和Crystal Space两个游戏引擎尽管Crystal Space和Blender关系紧密，但Blender游戏引擎需要2-5秒输出的在Crystal Space下需要1分钟。
DVD中就用这两种引擎的版本，尽管素材一致，游戏体验有所不同。
玩家控制电影《Big Buck Bunny》裡的反派Frank（一只蜜袋鼯鼠）。影片裡，Frank和两个同伙杀害蝴蝶恐吓一只兔子，影片以兔子复仇成功结尾，把Frank绑在绳子上作成了风筝。1.1版本添加了新角色，没在电影里出现的一只猴子，并可以双人分屏游戏。